# Massa Makan Diabaté
Massa Makan Diabaté, född 1938, död 27 januari 1988, var en malisk historiker och författare. I Sverige är han troligen mest känd för sin romantrilogi När Löjtnanten kom hem från Mali, som kom ut i svensk översättning 1999. Originalromanerna på franska utkom 1982, 1984 och 1988.